# POP STATION
『POP STATION』（ポップ・ステーション）は、NONA REEVESの12枚目となるオリジナル・アルバム。前作「GO」から約4年振りのオリジナル・アルバムとして、2013年3月6日にBillboard Recordsから発売された。
アルバム発売に先駆けて、前年に行われた「ノーナとHiPPY CHRiSTMAS 2012」では「Weee Like It!!!」「休もう、ONCE MORE」が演奏された。（どちらもHiPPY CHRiSTMAS / LiVE FOURTEEN収録）

## 収録曲
1. P-O-P-T-R-A-I-N
作詞・作曲：西寺郷太
  - TBSラジオ「ザ・トップ5」のジングルが元となっている。
2. Weee Like It!!! 
作詞・作曲：西寺郷太
  - NHKラジオ第1放送「LiLi＆GoのReady GO」テーマソング。
3. Never Ever Let U Down
作詞：西寺郷太、作曲：奥田健介
  - 本アルバムで唯一英詞の楽曲。
4. ECSTASY
作詞・作曲：西寺郷太
5. GOLDEN CITY feat. 一十三十一
作詞：谷口尚久・西寺郷太、作曲：西寺郷太
6. Mr. Melody Maker
作詞：西寺郷太、作曲：奥田健介
7. マンドリン・ガール
作詞・作曲：西寺郷太
8. WEEKEND (P-O-P-T-R-A-I-N Part II)
作詞：西寺郷太、作曲：西寺郷太・奥田健介
9. 三年
作詞・作曲：西寺郷太
10. 休もう、ONCE MORE
作詞・作曲：西寺郷太・谷口尚久
  - メンバー全員がリードボーカルを取っている。

## ゲストミュージシャン
- 一十三十一 - 「GOLDEN CITY」に参加